# Regiment Ardense Jagers

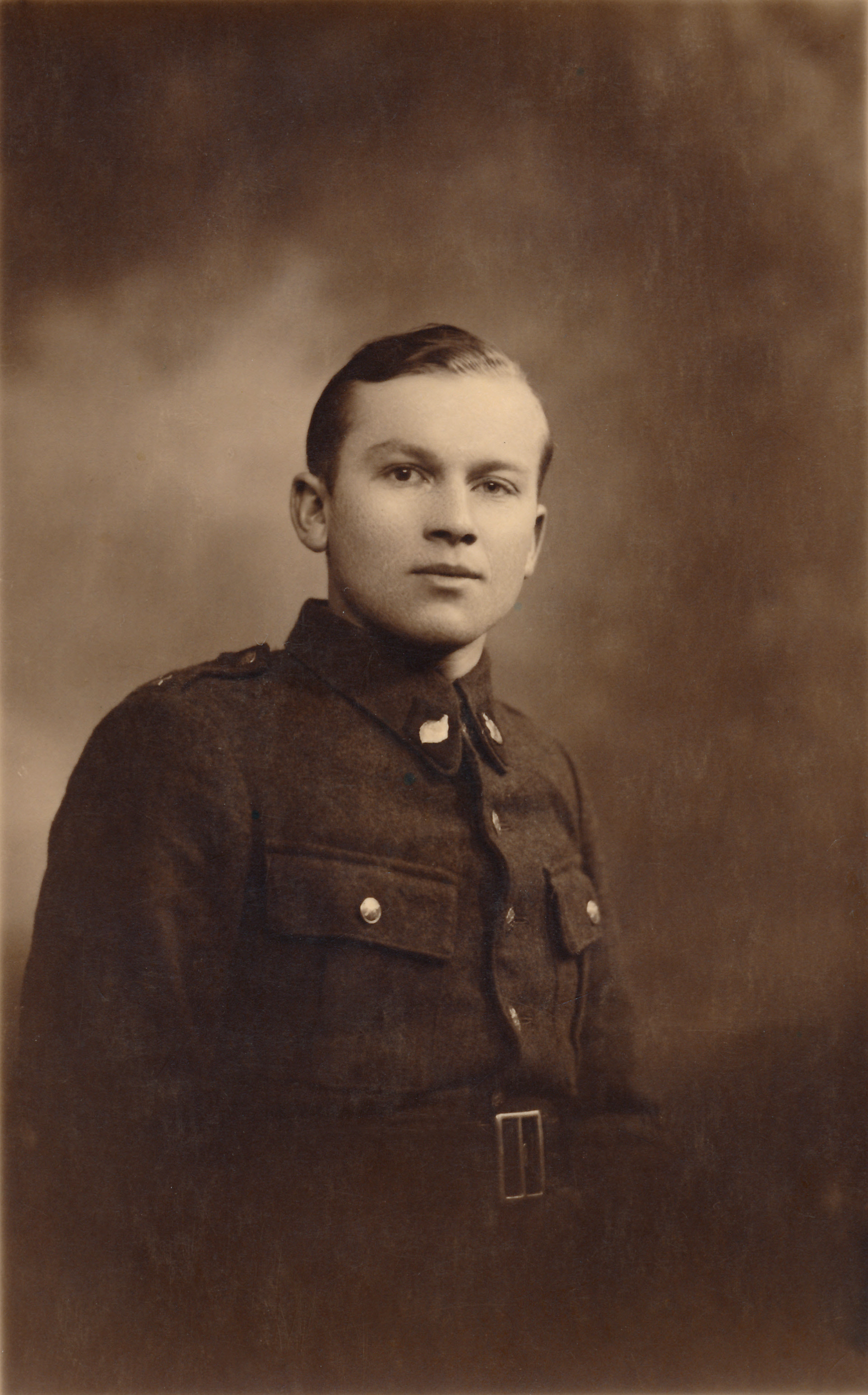
Ardense jager die vocht in mei 1940.

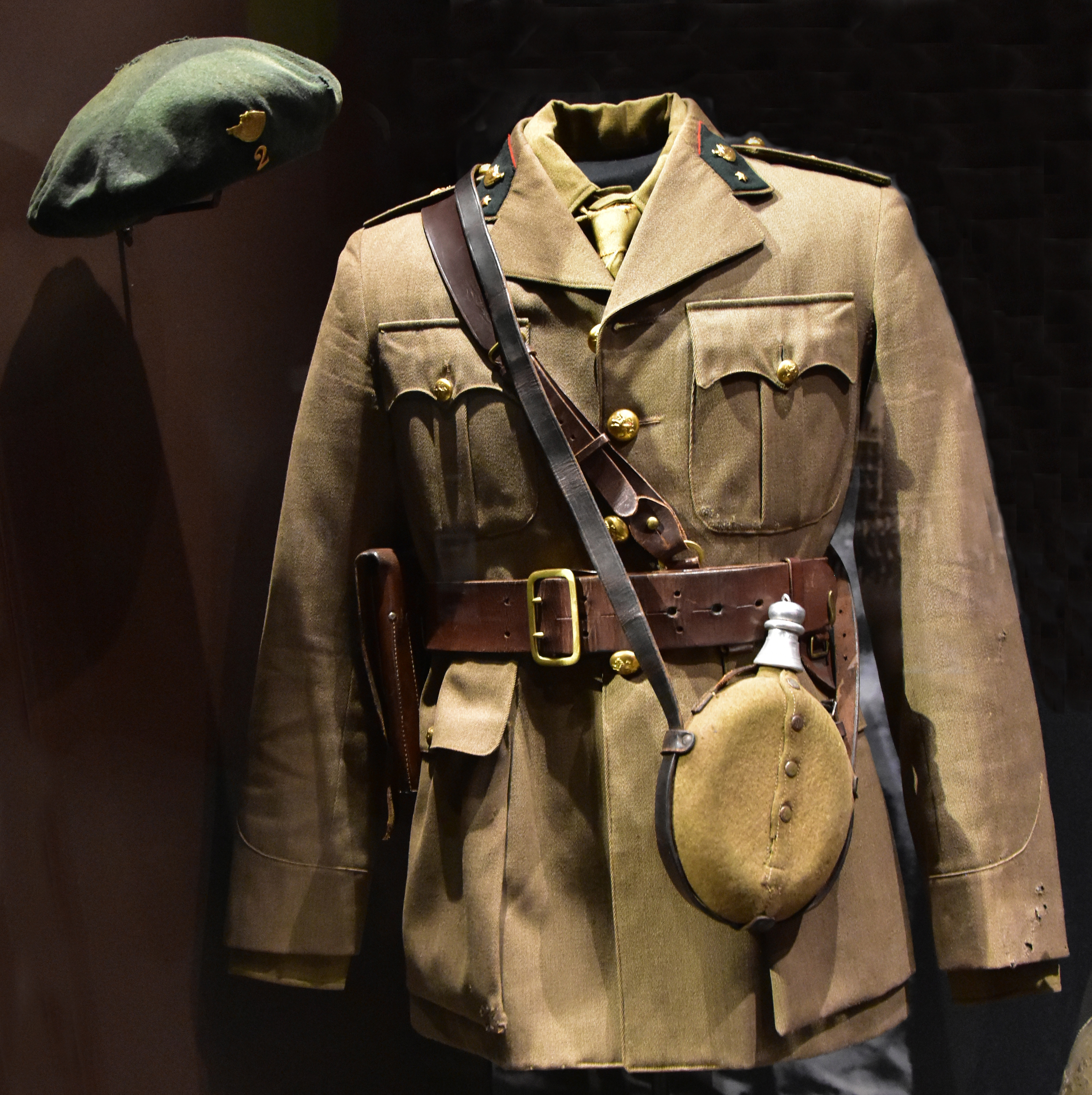
Uniform van een Ardense jager tijdens Wereldoorlog II in het Bastogne War Museum

Het Regiment Ardense Jagers (Frans: Régiment de Chasseurs Ardennais Md Bn ChA) is een van de vijf infanteriebataljons van de Landcomponent, een onderdeel van de Belgische Krijgsmacht.

## Organisatie
Het Regiment Ardense Jagers is een infanteriebataljon in de schoot van de Mediane Brigade. Het is gekazerneerd in het kamp Koning Albert te Marche-en-Famenne.
Het bataljon telt om en nabij de 450 militairen verdeeld over drie compagnieën:
- een staf- en dienstencompagnie met de traditionele ondersteunende diensten, zoals transport, transmissie en bevoorrading;
- een pantserinfanteriecompagnie uitgerust met AIFV-B;
- twee compagnieën lichte infanterie uitgerust met Unimog in afwachting van de komst van de MPPV.

De wapenspreuk van het regiment is: Resiste et Mords!

## Ode
De Zweedse powermetalband Sabaton heeft een lied gewijd aan de Ardense Jagers. Het nummer heet Resist and Bite, een Engelse vertaling van het motto van het regiment.
Het lied gaat over een kleine Belgische eenheid soldaten die geacht werd stand te behouden langs de KW-linie in mei 1940. Toen Duitsers de eenheid naderden werd hen bevolen zich terug te trekken. Door communicatieproblemen bereikte dit hen nooit. In plaats daarvan voerden ze hun oorspronkelijke opdracht uit: de grens ten koste van alles verdedigen. Ze boden zoveel tegenstand dat de tegenstander dacht met een veel grotere eenheid van doen te hebben. Toen ze ten slotte gevangen werden genomen en men hun vroeg waar de anderen waren, lachten ze wat en antwoordden: Er zijn geen anderen, wij zijn alles!

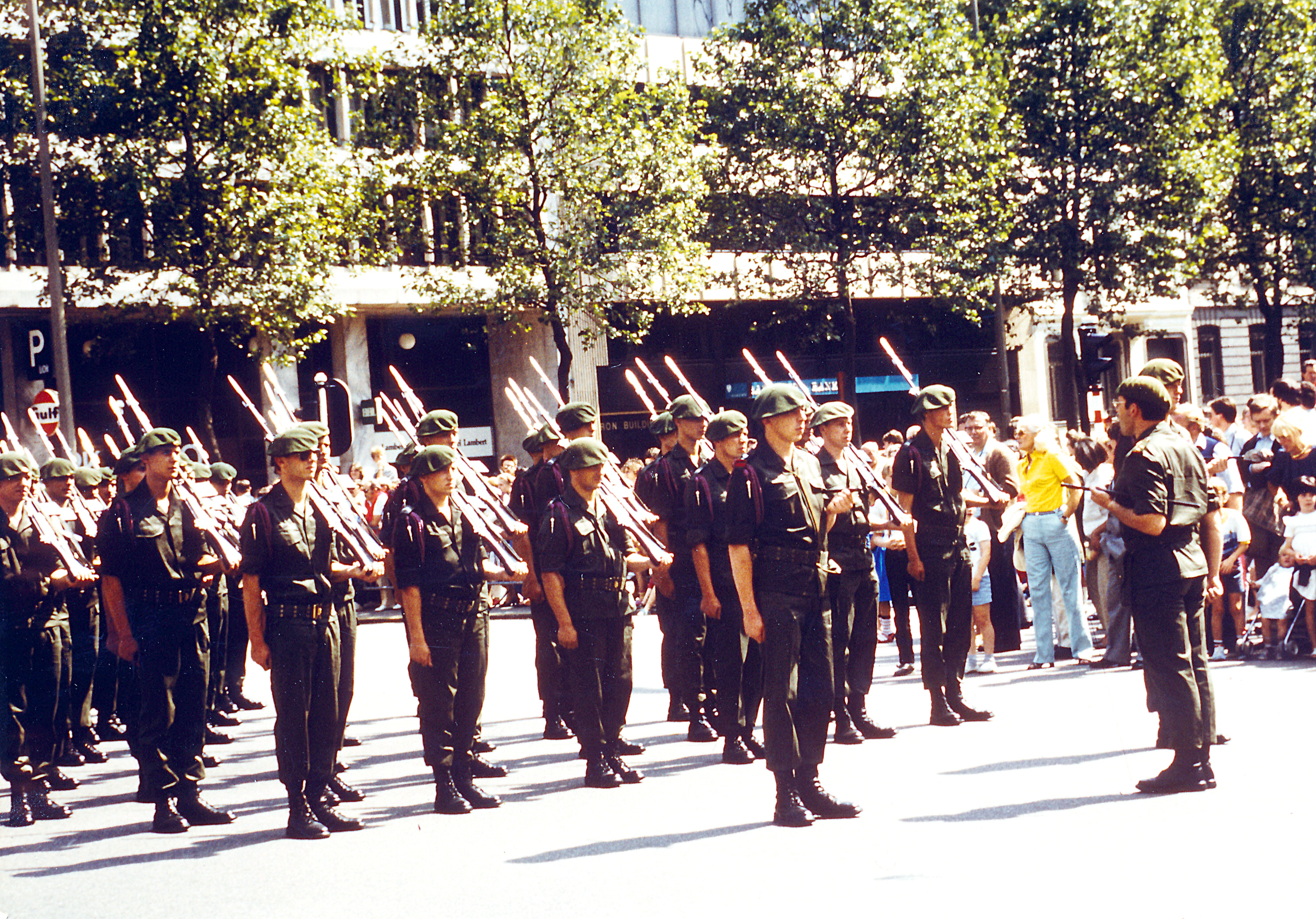
Detachement Ardense jagers aan het wachten voor de parade van de Nationale Feestdag op 21 juli 1989 in Brussel